# Lago Towada
Il lago Towada (十和田湖?, Towada-ko) è un lago vulcanico giapponese, situato nel parco nazionale di Towada-Hachimantai.
Il lago è il più grande dell'intera isola dell'Honshū e il dodicesimo del Giappone. Ha una superficie di 61.1 km² e una profondità massima di 327 metri, mentre il suo emissario è il fiume Oirase.